# Послідовність Ґулда

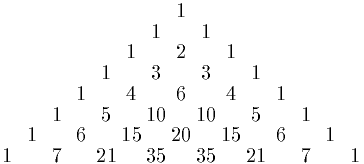
Трикутник Паскаля, рядки від 0 до 7. Кількість непарних чисел у рядку є '-м числом послідовності Ґулда.

Самоподібна пилкоподібна форма послідовності Ґулда

Послідовність Ґулда — це цілочислова послідовність, названа на честь Генрі В. Ґулда, яка підраховує кількість непарних чисел у кожному рядку трикутника Паскаля. Містить лише степені двійки та починається:
1, 2, 2, 4, 2, 4, 4, 8, 2, 4, 4, 8, 4, 8, 8, 16, 2, 4, … — послідовність A001316 з Онлайн енциклопедії послідовностей цілих чисел, OEIS
Наприклад, шостим числом у послідовності є 4, оскільки в шостому рядку трикутника Паскаля є чотири непарні числа (виділено жирним шрифтом): 1, 5, 10, 10, 5, 1. Послідовність Ґулда є фрактальною послідовністю.

## Інші тлумачення
n-не значення в послідовності (починаючи з n = 0) дорівнює найбільшому степеню 2, який є дільником центрального біноміального коефіцієнта {\displaystyle {\tbinom {2n}{n}}}.

Трикутник Серпінського, створений за Правилом 90 або позначенням позицій непарних чисел у трикутнику Паскаля. Послідовність Ґулда підраховує кількість живих клітин у кожному рядку цього візерунка

Послідовність Ґулда також дає кількість живих клітин у n-му поколінні клітинного автомата Правило 90, що починається з однієї живої клітини. Він має характерну зростальну пилкоподібну форму, за якою можна розпізнавати фізичні процеси, які поводяться подібно до Правила 90.

## Пов'язані послідовності
Двійкові логарифми (показники степенів двійки) послідовності Ґулда самі утворюють цілочисельну послідовність,
0, 1, 1, 2, 1, 2, 2, 3, 1, 2, 2, 3, 2, 3, 3, 4, … послідовність A000120 з Онлайн енциклопедії послідовностей цілих чисел, OEIS
у якій n-не значення дає кількість ненульових бітів у двійковому поданні числа n, яку іноді позначають як {\displaystyle \#_{1}(n)}. Рівнозначно, n-не значення в послідовності Ґулда дорівнює
{\displaystyle 2^{\#_{1}(n)}.}
Взявши послідовність показників степенів за модулем два, маємо послідовність Туе — Морзе.
Часткові суми послідовності Ґулда,
0, 1, 3, 5, 9, 11, 15, 19, 27, 29, 33, 37, 45, … послідовність A006046 з Онлайн енциклопедії послідовностей цілих чисел, OEIS
підраховують усі непарні числа в перших n рядках трикутника Паскаля. Ці числа зростають пропорційно {\displaystyle n^{\log _{2}3}\approx n^{1.585}}, але коефіцієнт пропорційності коливається між 0,812556… і 1, періодично як функція log n.

## Рекурсивна побудова та самоподібність
Перші 2i значень послідовності Гулда можна побудувати рекурсивною побудовою перших 2i − 1 значень, а потім об'єднання з подвоєннями перших 2i − 1 значень. Наприклад, об'єднання перших чотирьох значень 1, 2, 2, 4 з їхніми подвоєннями 2, 4, 4, 8 дає перші вісім значень. За цією побудовою перше входження кожного степеня двох 2i в цій послідовності розташоване в позиції 2i − 1.
Послідовність Ґулда, послідовність показників її членів і послідовність Туе – Морса є самоподібними: вони мають властивість, що підпослідовність значень у парних позиціях всієї послідовності дорівнює початковій послідовності. Цю властивість мають також деякі інші послідовності, наприклад,двоатомна послідовність Штерна. У послідовності Ґулда значення в непарних позиціях подвоєні порівняно з попередніми, тоді як у послідовності показників степенів значення в непарних позиціях більші на одиницю від попередніх.

## Історія
Послідовність названо на честь Генрі В. Ґулда, який вивчав її на початку 1960-х років. Проте той факт, що ці числа є степенями двійки, причому показник степеня n-го числа дорівнює числу одиниць у двійковому поданні n, був відомий ще Джеймсу Ґляйшеру 1899 року.
Доведення того, що числа в послідовності Ґулда є степенями двійки, пропоновано як задачу на математичній олімпіаді імені Вільяма Ловелла Патнама 1956 року.